# 제58회 영국 아카데미 영화상
제58회 영국 아카데미 영화상은 2004년의 최고의 영화를 기리기 위해 2005년 2월 12일에 열린 시상식이다. 런던 레스터 스퀘어, Odeon 극장에서 개최되었으며 사회자는 스티븐 프라이이다.

## 수상

### 작품상
- 에비에이터 - 마이클 만 수상

### 알렉산더 코다 상
- 사랑이 찾아온 여름 - 탄야 세가취안 수상

### 데이빗 린 상
- 베라 드레이크 - 마이크 리 수상

### 칼 포먼 상
- 삶의 한 방식 - 엠마 아산테 수상

### 남우주연상
- 레이 - 제이미 폭스 수상

### 여우주연상
- 베라 드레이크 - 이멜다 스턴톤 수상

### 남우조연상
- 클로저 - 클라이브 오웬 수상

### 여우조연상
- 에비에이터 - 케이트 블란쳇 수상

### 각본상
- 이터널 선샤인 - 찰리 카우프만 수상

### 각색상
- 사이드웨이 - 알렉산더 페인 수상

### 편집상
- 이터널 선샤인 - Valdis Oskarsdottir 수상

### 촬영상
- 콜래트럴 - 디온 비베 수상

### 음향상
- 레이 - Steve Cantamessa 수상

### 의상상
- 베라 드레이크 - 재클린 듀런 수상

### 분장상
- 에비에이터 - Morag Ross 수상

### 특수시각효과상
- 투모로우 - Karen E. Goulekas 수상

### 프로덕션디자인상
- 에비에이터 - 단테 페레티 수상

### 외국어영화상
- 모터싸이클 다이어리 - 마이클 노직 수상

### 단편애니메이션작품상
- 버스데이 보이 - 앤드류 그레고리 수상

### 단편영화작품상
- The Banker - Kelly Broad 수상

### 안소니 아스퀴스상
- 모터싸이클 다이어리 - 구스타보 산타올라야 수상

### 공로상
- 존 배리 수상

### 관객상
- 해리 포터와 아즈카반의 죄수 수상

## 같이 보기
- 제77회 아카데미상
- 제30회 세자르상
- 제57회 미국 감독 조합상
- 제18회 유럽 영화상
- 제62회 골든 글로브상
- 제25회 골든 래즈베리상
- 제11회 미국 배우 조합상
- 제57회 미국 작가 조합상